# NGC 380
NGC 380 là một thiên hà hình elip nằm trong chòm sao Song Ngư. Nó được phát hiện vào ngày 12 tháng 9 năm 1784 bởi William Herschel. Nó được Dreyer mô tả là "khá mờ, nhỏ, tròn, đột nhiên sáng hơn ở giữa". Cùng với các thiên hà NGC 375, NGC 379, NGC 382, NGC 383, NGC 384, NGC 385, NGC 386, NGC 387 và NGC 388, NGC 380 tạo thành cụm thiên hà có tên Arp 331.